# II liga polska w piłce nożnej (1986/1987)
II liga 1986/1987 – 39. edycja ogólnokrajowych rozgrywek drugiego poziomu ligowego piłki nożnej mężczyzn w Polsce. Wzięły w nich udział 32 drużyny, grając w dwóch grupach systemem kołowym. Sezon ligowy rozpoczął się w sierpniu 1986, ostatnie mecze rozegrano w czerwcu 1987.

## Drużyny

### Grupa I
| Uczestnicy poprzedniej edycji | Uczestnicy poprzedniej edycji |
| ----------------------------- | ----------------------------- |
| Zawisza Bydgoszcz             | 2                             |
| Odra Wodzisław Śląski         | 3                             |
| Ślęza Wrocław                 | 4                             |
| Szombierki Bytom              | 5                             |
| Arka Gdynia                   | 6                             |
| Radomiak Radom                | 7                             |
| GKS Jastrzębie                | 8                             |
| Piast Gliwice                 | 9                             |
| Chrobry Głogów                | 10                            |
| Gwardia Warszawa              | 11                            |
| Dozamet Nowa Sól              | 12                            |

| Spadek z I ligi 1985/1986  | Spadek z I ligi 1985/1986 | Spadek z I ligi 1985/1986 | Spadek z I ligi 1985/1986 |
| -------------------------- | ------------------------- | ------------------------- | ------------------------- |
| Bałtyk Gdynia              | 15                        |                           |                           |
| Awans z III ligi 1985/1986 |                           |                           |                           |
| grupa I                    |                           |                           |                           |
| Stilon Gorzów Wielkopolski | 1                         |                           |                           |
| grupa II                   |                           |                           |                           |
| Gwardia Koszalin           | 1                         |                           |                           |
| grupa V                    |                           |                           |                           |
| Piast Nowa Ruda            | 1                         |                           |                           |
| grupa VI                   |                           |                           |                           |
| Urania Ruda Śląska         | 1                         |                           |                           |

### Grupa II
| Uczestnicy poprzedniej edycji | Uczestnicy poprzedniej edycji |
| ----------------------------- | ----------------------------- |
| Wisła Kraków                  | 2                             |
| Jagiellonia Białystok         | 3                             |
| Hutnik Kraków                 | 4                             |
| Górnik Knurów                 | 5                             |
| Resovia                       | 6                             |
| Igloopol Dębica               | 7                             |
| Włókniarz Pabianice           | 8                             |
| Stal Stalowa Wola             | 9                             |
| Korona Kielce                 | 10                            |
| Broń Radom                    | 11                            |
| Olimpia Elbląg                | 12                            |

| Spadek z I ligi 1985/1986  | Spadek z I ligi 1985/1986 | Spadek z I ligi 1985/1986 | Spadek z I ligi 1985/1986 |
| -------------------------- | ------------------------- | ------------------------- | ------------------------- |
| Zagłębie Sosnowiec         | 16                        |                           |                           |
| Awans z III ligi 1985/1986 |                           |                           |                           |
| grupa III                  |                           |                           |                           |
| Hutnik Warszawa            | 1                         |                           |                           |
| grupa IV                   |                           |                           |                           |
| Wisła Płock                | 1                         |                           |                           |
| grupa VII                  |                           |                           |                           |
| Avia Świdnik               | 1                         |                           |                           |
| grupa VIII                 |                           |                           |                           |
| Sandecja Nowy Sącz         | 1                         |                           |                           |

## Rozgrywki
Uczestnicy obu grup rozegrali po 30 kolejek ligowych (razem 240 spotkań) w dwóch rundach: jesiennej i wiosennej.
W sezonie 1986/1987 wprowadzono zmiany dotyczące zasad awansów i spadków oraz punktacji za poszczególne mecze:
- mistrzowie grup uzyskali awans do I ligi, zaś 2. i 3. drużyny z obu grup rozegrały między sobą baraże o dwa miejsca w I lidze. Do III ligi spadły bezpośrednio zespoły z miejsc 15. i 16. w obu grupach, zaś drużyny z miejsc 11–14 rozegrały między sobą baraże o utrzymanie w II lidze (cztery miejsca),
- za zwycięstwo przyznawano jak dotychczas 2 punkty, za remis – 1 punkt, ponadto drużyna, która odniosła zwycięstwo różnicą 3 lub więcej bramek otrzymała dodatkowo 1 punkt (łącznie 3 punkty), zaś zespół, który uległ takim stosunkiem bramek, otrzymywał punkt ujemny.

### Grupa I – tabela
| Lp. | Drużyna                    | M  | Z  | +1  | R  | P  | –1  | Bramki | Bramki | Różn. | Pkt | Uwagi              |
| --- | -------------------------- | -- | -- | --- | -- | -- | --- | ------ | ------ | ----- | --- | ------------------ |
| 1   | Szombierki Bytom (M) (A)   | 30 | 16 | (5) | 9  | 5  | (0) | 51     | 17     | +34   | 46  | Awans do I ligi    |
| 2   | Bałtyk Gdynia (A)          | 30 | 16 | (3) | 10 | 4  | (0) | 38     | 14     | +24   | 45  | Baraże o I ligę    |
| 3   | Piast Gliwice              | 30 | 17 | (1) | 7  | 6  | (1) | 42     | 26     | +16   | 41  | Baraże o I ligę    |
| 4   | Stilon Gorzów Wielkopolski | 30 | 12 | (1) | 13 | 5  | (0) | 33     | 22     | +11   | 38  |                    |
| 5   | Zawisza Bydgoszcz          | 30 | 12 | (2) | 12 | 6  | (1) | 42     | 35     | +7    | 37  |                    |
| 6   | GKS Jastrzębie             | 30 | 8  | (2) | 14 | 8  | (0) | 28     | 23     | +5    | 32  |                    |
| 7   | Piast Nowa Ruda            | 30 | 11 | (2) | 7  | 12 | (1) | 33     | 33     | 0     | 30  |                    |
| 8   | Radomiak Radom             | 30 | 9  | (2) | 10 | 11 | (1) | 39     | 35     | +4    | 29  |                    |
| 9   | Odra Wodzisław Śląski      | 30 | 7  | (0) | 15 | 8  | (0) | 18     | 18     | 0     | 29  |                    |
| 10  | Ślęza Wrocław              | 30 | 8  | (0) | 15 | 7  | (2) | 23     | 25     | −2    | 29  |                    |
| 11  | Chrobry Głogów (S)         | 30 | 8  | (1) | 11 | 11 | (1) | 24     | 28     | −4    | 27  | Baraże o II ligę   |
| 12  | Gwardia Warszawa           | 30 | 9  | (0) | 10 | 11 | (1) | 22     | 30     | −8    | 27  | Baraże o II ligę   |
| 13  | Dozamet Nowa Sól (S)       | 30 | 6  | (0) | 12 | 12 | (2) | 25     | 39     | −14   | 22  | Baraże o II ligę   |
| 14  | Urania Ruda Śląska         | 30 | 4  | (1) | 12 | 14 | (3) | 21     | 43     | −22   | 18  | Baraże o II ligę   |
| 15  | Arka Gdynia (S)            | 30 | 5  | (0) | 10 | 15 | (3) | 21     | 43     | −22   | 17  | Spadek do III ligi |
| 16  | Gwardia Koszalin (S)       | 30 | 5  | (0) | 7  | 18 | (4) | 11     | 40     | −29   | 13  | Spadek do III ligi |

### Grupa II – tabela
| Lp. | Drużyna                       | M  | Z  | +1  | R  | P  | –1  | Bramki | Bramki | Różn. | Pkt | Uwagi              |
| --- | ----------------------------- | -- | -- | --- | -- | -- | --- | ------ | ------ | ----- | --- | ------------------ |
| 1   | Jagiellonia Białystok (M) (A) | 30 | 22 | (5) | 6  | 2  | (0) | 51     | 13     | +38   | 55  | Awans do I ligi    |
| 2   | Stal Stalowa Wola (A)         | 30 | 13 | (3) | 12 | 5  | (1) | 45     | 27     | +18   | 40  | Baraże o I ligę    |
| 3   | Górnik Knurów                 | 30 | 13 | (3) | 11 | 6  | (0) | 38     | 21     | +17   | 40  | Baraże o I ligę    |
| 4   | Wisła Kraków                  | 30 | 16 | (1) | 4  | 10 | (1) | 39     | 31     | +8    | 36  |                    |
| 5   | Hutnik Kraków                 | 30 | 12 | (0) | 13 | 5  | (2) | 35     | 26     | +9    | 35  |                    |
| 6   | Zagłębie Sosnowiec            | 30 | 10 | (1) | 11 | 9  | (1) | 25     | 21     | +4    | 31  |                    |
| 7   | Igloopol Dębica               | 30 | 8  | (2) | 14 | 8  | (1) | 31     | 29     | +2    | 31  |                    |
| 8   | Olimpia Elbląg                | 30 | 9  | (2) | 12 | 9  | (2) | 31     | 35     | −4    | 30  |                    |
| 9   | Włókniarz Pabianice           | 30 | 9  | (2) | 10 | 11 | (2) | 26     | 29     | −3    | 28  |                    |
| 10  | Resovia                       | 30 | 11 | (0) | 7  | 12 | (1) | 24     | 27     | −3    | 28  |                    |
| 11  | Avia Świdnik                  | 30 | 8  | (2) | 10 | 12 | (1) | 26     | 33     | −7    | 27  | Baraże o II ligę   |
| 12  | Broń Radom                    | 30 | 6  | (2) | 10 | 14 | (0) | 22     | 34     | −12   | 24  | Baraże o II ligę   |
| 13  | Korona Kielce (S)             | 30 | 8  | (1) | 7  | 15 | (2) | 21     | 31     | −10   | 22  | Baraże o II ligę   |
| 14  | Hutnik Warszawa (S)           | 30 | 8  | (1) | 7  | 15 | (2) | 27     | 38     | −11   | 22  | Baraże o II ligę   |
| 15  | Wisła Płock (S)               | 30 | 5  | (0) | 13 | 12 | (2) | 16     | 29     | −13   | 21  | Spadek do III ligi |
| 16  | Sandecja Nowy Sącz (S)        | 30 | 5  | (0) | 7  | 18 | (7) | 19     | 52     | −33   | 10  | Spadek do III ligi |

## Baraże o I ligę
Po zakończeniu sezonu rozegrano mecze barażowe o dwa miejsca w pierwszej klasie rozgrywkowej w sezonie 1987/1988 między drużynami z miejsc 2–3 w obu grupach II ligi:
- 2. i 3. drużyna grupy I – Bałtyk Gdynia i Piast Gliwice,
- 2. i 3. drużyna grupy II – Stal Stalowa Wola i Górnik Knurów.

| Drużyna 1                            | Wynik dwumeczu | Drużyna 2         | Pierwszy mecz | Drugi mecz |
| ------------------------------------ | -------------- | ----------------- | ------------- | ---------- |
| Piast Gliwice                        | 1:3            | Bałtyk Gdynia     | 1:1           | 0:2        |
| Górnik Knurów                        | 2:3            | Stal Stalowa Wola | 2:1           | 0:2        |
| Po lewej gospodarz pierwszego meczu. |                |                   |               |            |

Awans do I ligi uzyskały Bałtyk Gdynia i Stal Stalowa Wola.

## Baraże o II ligę
Po zakończeniu sezonu rozegrano mecze barażowe o cztery miejsca w drugiej klasie rozgrywkowej w sezonie 1987/1988 między zespołami z miejsc 11–14 w obu grupach II ligi:
- 11. i 14. drużyna grupy I – Chrobry Głogów i Urania Ruda Śląska,
- 12. i 13. drużyna grupy I – Gwardia Warszawa i Dozamet Nowa Sól,
- 11. i 14. drużyna grupy II – Avia Świdnik i Hutnik Warszawa,
- 12. i 13. drużyna grupy II – Broń Radom i Korona Kielce.

| Drużyna 1                            | Wynik dwumeczu | Drużyna 2        | Pierwszy mecz | Drugi mecz |
| ------------------------------------ | -------------- | ---------------- | ------------- | ---------- |
| Urania Ruda Śląska                   | 3:2            | Chrobry Głogów   | 2:0           | 1:2        |
| Dozamet Nowa Sól                     | 1:4            | Gwardia Warszawa | 0:2           | 1:2        |
| Hutnik Warszawa                      | 1:3            | Avia Świdnik     | 0:1           | 1:2        |
| Korona Kielce                        | 3:3 (b. wyj)   | Broń Radom       | 2:2           | 1:1        |
| Po lewej gospodarz pierwszego meczu. |                |                  |               |            |

Miejsca na drugim poziomie ligowym nie utrzymały: Chrobry Głogów, Dozamet Nowa Sól, Hutnik Warszawa i Korona Kielce.